# Afroditi Kosma
Afroditi Kosma (grec. Αφροδίτη Κοσμά; ur. 6 czerwca 1983 w Nikiea) – grecka koszykarka, występująca na pozycji silnej skrzydłowej, reprezentantka kraju w koszykówce 3x3 i 5x5.

## Osiągnięcia
Na podstawie, o ile nie zaznaczono inaczej.

### Drużynowe
- Mistrzyni:
  - EuroCup (2010)[3]
  - Grecji (2009–2012, 2015–2020)[4][5][6][7][8][9][10][11][12][13]
- Wicemistrzyni:
  - Superpucharu Europy FIBA (2010)[14]
  - Grecji (2012)[7]
- 3. miejsce w Eurocup (2011)
- Zdobywczyni Pucharu Grecji (2010–2012, 2015–2019)[5][6][7][8][9]
- Finalistka Pucharu Grecji (2014)
- Uczestniczka międzynarodowych rozgrywek:
  - Euroligi (2018–2020)
  - Eurocup (2008–2011, 2016–2018, 2019/2020)

### Indywidualne
(* – nagrody przyznane przez portal eurobasket.com)
- Najlepsza zawodniczka krajowa ligi greckiej (2013, 2015)*[15][8]
- Zaliczona do*:
  - I składu zawodniczek krajowych ligi greckiej (2012)[7]
  - II składu ligi greckiej (2015)[8]
  - III składu ligi greckiej (2016)[9]
  - składu honorable mention ligi greckiej (2008, 2012)[16][7]
- Uczestniczka meczu gwiazd (2008)[16]

### Reprezentacja

#### Seniorska
5x5
- Uczestniczka:
  - igrzysk śródziemnomorskich (2005 – 4. miejsce)
  - mistrzostw:
    - świata (2018 – 11. miejsce)
    - Europy (2005 – 10. miejsce, 2007 – 13. miejsce, 2009 – 5. miejsce, 2015 – 10. miejsce, 2017 – 4. miejsce)

  - kwalifikacji do Eurobasketu (2007, 2009, 2013, 2015, 2017)

3x3
- Uczestniczka:
  - mistrzostw:
    - świata 3x3 (2012 – 8. miejsce)[17]
    - Europy 3x3 (2014 – 14. miejsce, 2019 – 25. miejsce)
    - igrzysk europejskich 3x3 (2015 – 7. miejsce)

  - kwalifikacji do mistrzostw Europy 3x3 (2019 – 8. miejsce)

#### Młodzieżowe
- Uczestniczka:
  - mistrzostw Europy: 
    - U–20 (2002 – 7. miejsce)
    - U–18 (2000 – 8. miejsce)
    - U–16 (1999 – 7. miejsce)

  - kwalifikacji do Eurobasketu:
    - U–18 (2002)
    - U–18 (2000)
    - U–16 (1999)